# هایکاوان
هایکاوان (به ارمنی: Հայկավան) یک روستا در ارمنستان است که در استان شیراک واقع شده‌است. هایکاوان در ۷ کیلومتری شمال غرب گیومری، مرکز استان شیراک واقع شده‌است.

## خصوصیات
هایکاوان ۱٬۲۸۶ نفر جمعیت دارد و در ۱۵۵۰ ارتفاع متر بالاتر از سطح دریا قرار گرفته‌است.
| سال   | ۱۸۸۶ | ۱۸۹۷ | ۱۹۲۶ | ۱۹۳۹ | ۱۹۵۹ | ۱۹۷۰ | ۱۹۷۹ | ۱۹۸۹ | ۲۰۰۱ | ۲۰۰۴ | ۲۰۱۲ |
| جمعیت | ۳۹۱  | ۵۴۳  | ۱۰۴۲ | ۱۳۵۳ | ۱۳۹۸ | ۱۴۱۰ | ۱۳۴۸ | ۱۴۸۲ | ۱۴۱۹ | ۱۳۷۶ | ۱۵۳۲ |